# Paul Lee
Pour les articles homonymes, voir Lee.
Paul Lee, né le 14 février 1989, à Tondo, aux Philippines, est un joueur philippin de basket-ball. Il évolue au poste de meneur.

## Palmarès
- 3e de la Coupe FIBA Asie 2014
- Rookie de l'année 2011-2012 de la Philippine Basketball Association
- All-Star 2012 de la Philippine Basketball Association